# Фахрутдинов, Фасхиттин Фархеевич
Фасхитти́н Фархе́евич Фахрутди́нов (р. 8 июля 1940, п. Зюзельский, Полевской район, Свердловская область, РСФСР, СССР) — проходчик рудника Дарасунский, Герой Социалистического Труда (1986), почётный гражданин Читинской области (1997).

## Биография
Родился в рабочем посёлке Зюзельский. Приехав в посёлок Вершино-Дарасунский в возрасте 23 лет, с 1963 года работал на руднике Дарасунский объединения «Забайкалзолото».
В 1970—1980 годы Фахрутдинов был знаменит по всему Забайкалью.

### Общественная работа
Член Коммунистической партии Советского Союза. Делегат XXVI съезда КПСС в 1981 году.

## Награды и Звания
В 1986 году за выдающиеся производственные достижения, досрочное выполнение заданий одиннадцатой пятилетки и социалистических обязательств по добыче и выпуску цветных металлов и проявленную трудовую доблесть Фахрутдинову Фасхиттину Фархеевичу присвоено звание Героя Социалистического Труда с вручением ордена Ленина и золотой медали «Серп и Молот».
- 3 ордена Ленина (1973, 1976, 1986),
- орден Трудового Красного Знамени,
- лауреат Государственной премии СССР (1980),
- Отличник цветной металлургии СССР,
- полный кавалер знака «Шахтёрская слава» (трёх степеней),
- медаль «В ознаменование 100-летия со дня рождения Владимира Ильича Ленина»,
- другие медали.